# ديف كوك
ديف كوك (بالإنجليزية: Dave Cook)‏ هو سياسي بريطاني، ولد في 4 أغسطس 1941، وتوفي في 25 فبراير 1993. حزبياً، نشط في الحزب الشيوعي في بريطانيا العظمى.